# Silvio Pedro Miñoso
Silvio Javier Pedro Miñoso (sinh ngày 23 tháng 12 năm 1976) là một cầu thủ bóng đá người Cuba đã giải nghệ.

## Sự nghiệp câu lạc bộ
Anh dành toàn bộ sự nghiệp cho Villa Clara, tạo thành một hàng thủ đầy kinh nghiệm cùng với Odelín Molina và Yénier Márquez.

## Sự nghiệp quốc tế
Pedro ra mắt quốc tế cho Cuba vào tháng 1 năm 2002 trong trận giao hữu trước Guatemala và có tổng cộng 66 lần ra sân, không ghi được bàn nào. Anh đại diện quốc gia in 9 Vòng loại giải vô địch bóng đá thế giới matches và thi đấu 4 trận tại jCúp Vàng CONCACAF.
Trận đấu quốc tế cuối cùng của anh vào tháng 12 năm 2008 trong trận đấu tại vòng loại Cúp Vàng trước Guadeloupe.